# Avanhandava (meteorito)
Avanhandava es un meteorito de condrita H que cayó a la tierra en 1952 en São Paulo, Brasil.
Se recogió un total de 9,33 kilogramos de este meteorito después de que se rompiera durante su impacto en la tierra.

## Clasificación
Se clasifica como una condrita ordinaria y pertenece al tipo petrológico 4, por lo que se asignó al grupo H4.